# Signalisation maritime

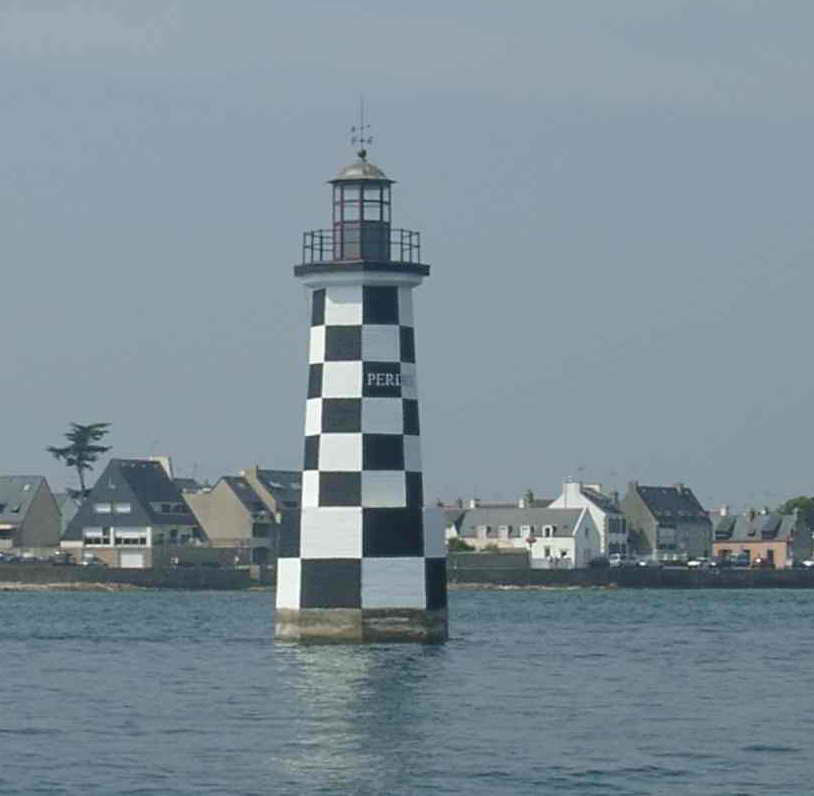
Tourelle des Perdrix, feu d'entrée du port de Loctudy et de la rivière de Pont-l'Abbé, Bretagne.

La signalisation maritime est constituée par l'ensemble des dispositifs mis en place pour aider la navigation maritime. L'objectif de cette signalisation est de :
- indiquer les zones dangereuses aux abords des côtes et des grandes routes maritimes ;
- guider les navires vers les ports ;
- donner les moyens aux navires de connaître leur position que ce soit en vue de la côte comme au large, et de jour comme de nuit.

Ces dispositifs peuvent être visuels, sonores ou radioélectriques : ce sont les phares, les balises, le GPS, le Loran C, etc.
La mise en place et l’entretien du système de signalisation sont encadrés par la convention « SOLAS 74 » (règle no 13 du chapitre V) de l’OMI qui dispose que les gouvernements contractants doivent assurer l'installation et l'entretien d'aides à la navigation lorsque  ces mesures se justifient par l'intensité de la navigation et par le degré de risque et qu'ils doivent également s'assurer que les renseignements relatifs à ces aides seront mis à la disposition de tous les usagers. Cette convention a été ratifiée par pratiquement tous les pays ayant une façade maritime.
En France l’entretien et la diffusion des informations sur les dispositifs de balisage et de navigation sont assurés par le service des Phares et balises. Celui-ci maintient environ 8 000 dispositifs de balisages dont 3 300 phares et feux, 2 300 bouées, parmi lesquelles 1 100 sont lumineuses et 3 systèmes de radionavigation. La densité du dispositif n'est pas uniforme : très dense en Bretagne, où la navigation présente des difficultés particulières, peu important en Méditerranée où les côtes sont généralement accores.

## Les dispositifs d'aide à la navigation
Les dispositifs d'aide à la navigation sont constitués principalement :
- des phares et des feux, visibles à grande distance de nuit (jusqu'à 32 milles pour le phare du Creac'h à Ouessant en France, soit environ 60 km) ;
- du balisage qui délimite de jour les écueils, les hauts fonds et les chenaux ;
- des aides à la navigation radio-électriques qui permettent aux navires de connaître leur position (GPS…).

### Classifications des phares et des feux en France

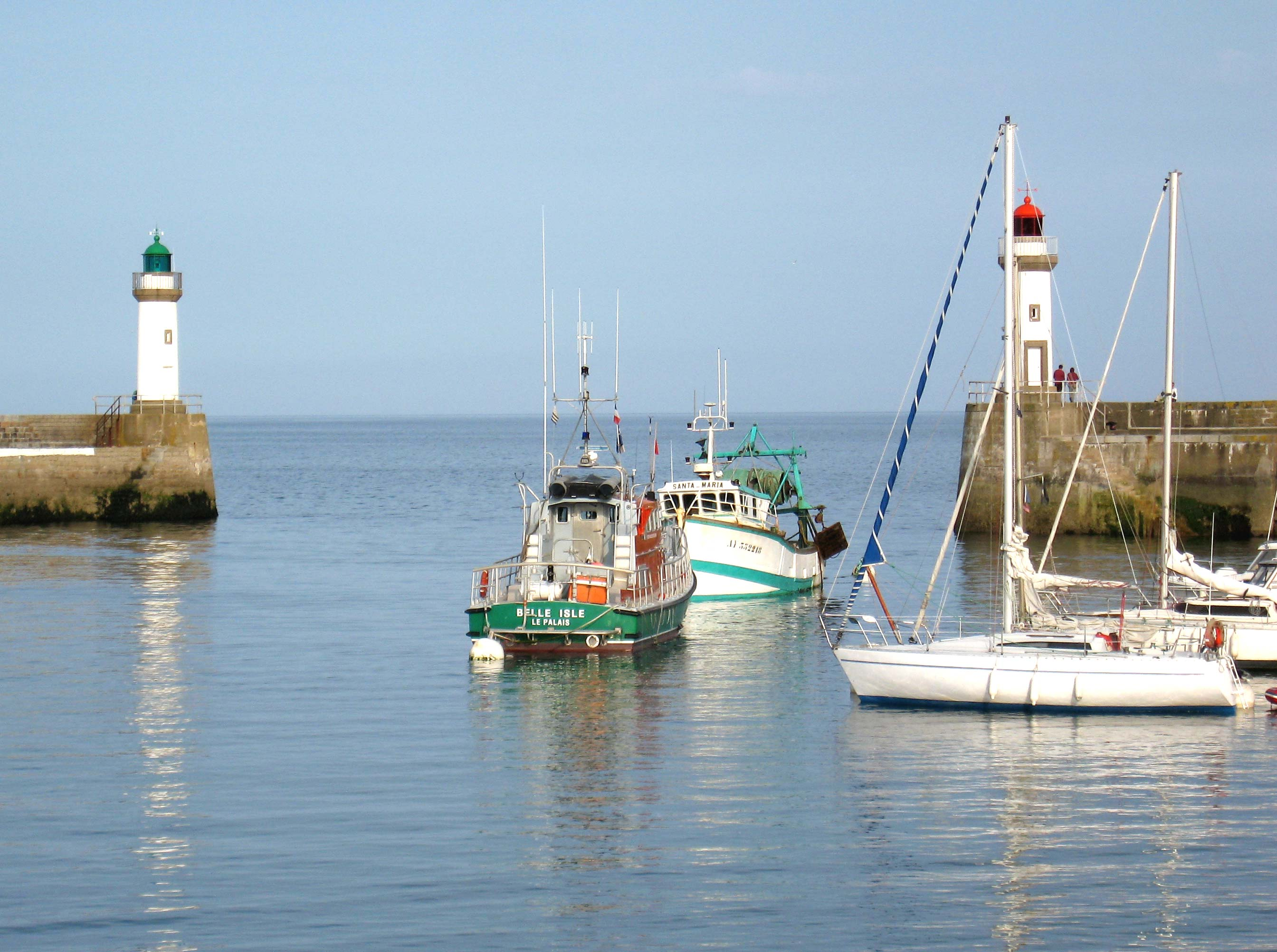
Feux d’entrée de port du Palais à Belle-Île-en-Mer.

Les phares et feux sont classés en trois catégories :
- les phares et feux de grand atterrissage marquent les tournants des routes de navigation. Ils sont échelonnés en moyenne tous les 35 milles sur les côtes françaises.
- les phares et feux d’atterrissage secondaire ou de jalonnement précisent le tracé d'une route très fréquentée
- les phares et feux d’entrée de port guident les navires à l'approche des estuaires et les ports.

Pour qu'un phare ou un feu soit vu de loin, il faut que son foyer lumineux soit placé haut (ce qui réduit l'effet de la rotondité de la terre) et que le faisceau lumineux soit puissant. La combinaison de ces 2 éléments définit la portée du feu ou du phare.
En France, le service des Phares et balises de France, distingue phares et feux de la manière suivante. Un phare doit présenter 2 des 4 caractéristiques suivantes :
- être un phare de grand atterrissage ou de jalonnement ;
- avoir une hauteur totale au-dessus du sol de plus de 20 mètres ;
- avoir une intensité lumineuse supérieure à 100 000 candelas ;
- héberger dans son enceinte des bâtiments du Bureau des Phares et des Balises.

En France métropolitaine et dans les DOM-TOM, 150 phares répondent à ces critères. Les autres sont classés dans la catégorie des feux.

### Le balisage
Le balisage est constitué des tourelles fixes situées à terre ou en mer, de bouées flottantes et d'amers. Ces balises indiquent les dangers en mer et délimitent les chenaux d'accès aux ports.
Les tourelles et les bouées peuvent émettre un signal lumineux de nuit, de portée réduite, permettant leur identification.
Les balises, comme les feux et les phares, peuvent être équipées d'émetteurs sonores pour permettre leur localisation par temps de brume.

### Les aides à la navigation radioélectrique
Les aides à la navigation radioélectrique permettent à l'aide d'un récepteur dédié installé dans le navire de capter les signaux de plusieurs stations émettrices (stations terrestres ou satellites). La position du navire est déduite automatiquement en exploitant les relèvements et/ou distances des différents émetteurs. Les systèmes en usage aujourd'hui sont :
- le système LORAN C : le LORAN C est un système de positionnement reposant sur des stations terrestres d’une portée de 1200 milles. Il fournit une position avec une précision de 400 mètres à 1 mille. Ce système aujourd’hui ancien n’est plus déployé que sur une partie des côtes européennes ;

- le GPS et le DGPS : le GPS, système de positionnement reposant sur un réseau de satellites. Sa précision est de quelques dizaines de mètres. Le GPS différentiel (DGPS) combine le signal des satellites avec celui de stations situés à terre; la précision du système tombe à quelques mètres à condition d'être à moins de 200 milles d'une station terrestre ;

- les bouées répondeuses Racon : balises d’atterrissage situées généralement à proximité des grands ports de commerce dotées d’un réflecteur radar et d’un émetteur de signal Morse.

## Historique de la signalisation maritime

### Les phares antiques
Avec l'essor rapide du commerce maritime, Phéniciens et Grecs utilisent très vite des feux pour baliser les passages dangereux. Les Romains équipent un grand nombre de ports de tours lumineuses.
Le plus célèbre phare antique est celui que fit construire Ptolémée Ier, roi d'Égypte, sur l'île de Pharos, face à Alexandrie. Le phare d'Alexandrie, mesurant 135 mètres de haut, a été l'une des Sept Merveilles du monde. La tour aujourd'hui disparue a laissé son nom aux phares actuels.

### Les premières balises
À partir du XVe siècle les premières balises sont installées dans les estuaires et rivières pour indiquer les chenaux aux navires ainsi que les dangers.

### XVIIesiècle: Les premiers phares français
Après une longue éclipse, la construction des phares est relancée à la fin XVIIe siècle.
Le plus vieux phare de France, le phare de Cordouan, est construit dans l’estuaire de la Gironde en 1584.
Le plus ancien phare breton est celui du Stiff sur l’île d’Ouessant, mis en service en 1700.

### 1823 L’invention de Fresnel révolutionne les phares

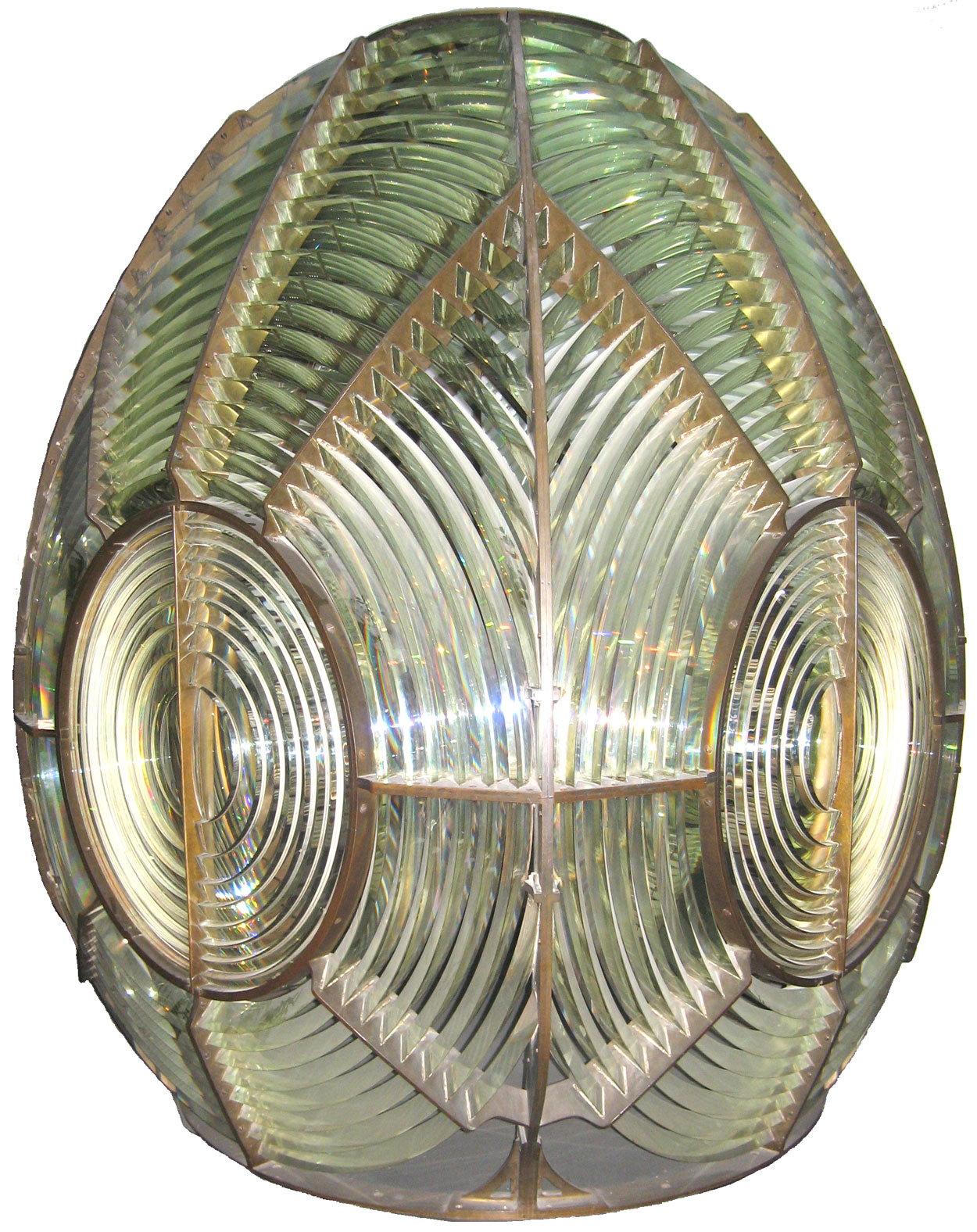
Lentille de Fresnel.

Fresnel révolutionne la signalisation maritime en concentrant les rayons lumineux par réfraction avec de grandes lentilles à échelons au lieu du système existant qui réfléchissait la lumière sur des miroirs paraboliques : la lentille de Fresnel.
Il met au point son invention à l'Arc de Triomphe, à Paris, et l'installe pour la première fois dans le phare de Cordouan.

### XIXesiècle: la phase d'expansion
De nombreux phares sont construits en France au cours du XIXe siècle : on compte 24 phares en 1800, 361 en 1883.

### 1912 La Révolution de la TSF
L’Heure universelle, qui permet de recaler l’horloge de bord utilisée pour mesurer la longitude, est diffusée sur les ondes depuis la tour Eiffel.

### Vers 1940, le développement des aides radio-électriques
Durant la Seconde Guerre mondiale, grâce à l’évolution rapide de l’électronique et aux efforts de recherche liés aux besoins militaires, sont développés :
- la radiogoniométrie qui fournit le relèvement d’un émetteur avec un simple poste radio, (portée de 20 à 200 milles) ;
- le radio-guidage hyperbolique qui fournit une position à l’aide d’un poste spécialisé Decca (portée de 100 à 250 milles), Loran (portée maximale 1500 milles), Omega (couverture complète des océans).

Jusqu’en 2000, le dispositif de signalisation des côtes françaises va comprendre plusieurs systèmes nationaux ou internationaux d'aides radioélectriques à la navigation (ARN), qui se sont développés depuis les années 1950 (radiophares, RANA, TORAN, LORAN C puis DGPS). Ces dispositifs ne couvrent généralement qu'une partie du domaine maritime. Ils répondent à des besoins parfois distincts de la sécurité de la navigation maritime (activités économiques de pêche, dragage, hydrographie, besoins militaires).

### 1980, la normalisation des systèmes de balisage
Une trentaine de systèmes de balisage coexistaient dans le monde au XXe siècle.
L’Association internationale de la signalisation maritime (AISM) fait adopter en 1980, lors d’une conférence à Tokyo, un système de balisage normalisé dit AISM. Les océans sont répartis en deux zones de balisage. La zone A (Europe, Afrique, Océanie, Asie sauf Japon, Corée et Chine) et la zone B (Amériques, Pacifique, Japon, Corée, Philippines) dans laquelle les couleurs du balisage latéral sont inversées.

### 1985 La mise en place du GPS (Global Positionning Service)
L'arrivée du GPS en 1985 rend obsolètes les autres systèmes d'aide radio électriques qui vont petit à petit disparaitre. Aujourd'hui ne subsiste que le LORAN C.

## Les développements récents en France

### L'automatisation des phares
Les phares sont progressivement automatisés pour réduire les coûts et parce que la technologie permet désormais de garantir leur fiabilité sans une présence humaine permanente.
Le premier phare automatisé en France est le phare d’Ar Men qui perd ses gardiens en 1990.
Le dernier phare automatisé sera le phare de Kéréon le 29 janvier 2004.

### Galileo
Le futur système européen de positionnement par satellites Galileo, lorsqu'il deviendra opérationnel vers 2010, devrait s'intégrer aux systèmes de radio-navigation d'aide à la navigation.

### L'expérimentation de l'AIS
Le service des Phares et balises teste le Système d’information automatique (AIS acronyme de Automatic Identification System) en vue de son application au balisage. Ce système, aujourd'hui généralisé sur les navires de commerce, permet, grâce à un émetteur récepteur VHF, d'identifier, de localiser et de connaître la route de chaque navire. Ce service est utilisé en premier lieu par les stations terrestres chargées de surveiller le trafic des routes commerciales fréquentées. Il permet également de prévenir les collisions, chaque navire disposant des informations précitées dans sa zone de navigation.